# Lena Philipsson
Pour les articles homonymes, voir Phillipson.
Lena Philipsson, au civil Maria Magdalena Filipsson, (née le 19 janvier 1966 à Vetlanda, Småland, Suède) est une chanteuse suédoise. Elle est également compositrice et animatrice de télévision

## Biographie
En 1982, Lena Philipsson se fait remarquer dans le programme Nya ansikten, il s’agit d’un programme pour découvrir les nouveaux talents. Son titre Standing in my rain se classe à la deuxième place du hit parade suédois, tandis que Why  se classe à la deuxième place en 1989. En 1996, elle participe à la tournée Rocktåget qui rassemble plusieurs artistes et elle a son propre spectacle de cabaret à l’Hamburger Börs de Stockholm. Un timbre lui est aussi consacré dans une série spéciale qui regroupe d’autres artistes comme Roxette et Jerry Williams. En 1993, son album de dance Fantasy est un échec alors que les deux albums My Name (1989) et A Woman's Gotta Do What a Woman's Gotta Do (1991) étaient des réussites commerciales. Mais de l’année 2000 à l’année 2002, son nouveau spectacle de cabaret à l’Hamburger Börs de Stockhom est un grand succès.
En 2004, elle remporte enfin le Melodifestivalen (présélections suédoises pour le Concours Eurovision de la chanson) après plusieurs tentatives grâce au titre Det gör ont, en français Cela fait mal. Elle chante cette chanson en anglais It hurts lors de la finale internationale à Istanbul. Elle obtient une cinquième place et sa tenue (une robe rose courte) ainsi que son jeu de scène déclenche une polémique en Suède. Son album Det gör ont en stund på natten men inget på dan est double platine en Suède avec 120 000 exemplaires vendus. Son album suivant Jag ångrar ingenting est également un succès commercial. En 2006, elle anime les présélections suédoises du Concours Eurovision de la chanson et suscite à nouveau une controverse car elle fait des plaisanteries osées pendant cette émission qui est considérée comme un programme familial.

## Discographie
- Kärleken är evig 1986
- Dansa i neon 1987
- Boy (compilation), 1987
- Talking in Your Sleep 1987
- Hitlåtar med Lena Philipsson 1985-1987 1987
- My Name 1989
- A Woman's Gotta Do What a Woman's Gotta Do 1991
- Fantasy 1993
- Lena Philipsson (compilation)1994
- Lena Philipsson 1995
- Bästa vänner 1997
- Hennes bästa 1998
- Lena Philipsson Collection 1984-2001 2001
- 100% Lena 20 hits 2002
- Det gör ont en stund på natten men inget på dan 2004
- Jag ångrar ingenting 2005
- Lady Star 2006
- Lena 20 år 2007
- Tolkningarna 2011
- Världen snurrar 2012